# Vlag van Eexterveen

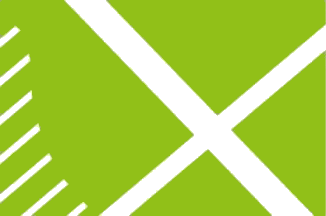
Dorpsvlag Eexterveen

De vlag van Eexterveen werd in 2015 door Vereniging Dorpsbelangen Eexterveen als de dorpsvlag van het Nederlandse dorp Eexterveen vastgesteld. De vlag bestaat uit een groen veld en toont aan de mastzijde zeven ongelijke diagonale witte lijnen. Verder is er een wit kruis waar te nemen. De betekenis van de vlag is niet bekend.
Anloo
· Annen
· Annerveenschekanaal
· Dalen
· De Groeve
· Een
· Eext
· Eexterveen
· Eexterveenschekanaal
· Elim
· Gasselternijveen
· Gasteren
· Gieten
· Gieterveen
· Grolloo
· Hollandscheveld
· Nieuw-Weerdinge
· Noordscheschut
· Schoonoord
· Tiendeveen
· Uffelte
· Wapse
· Witteveen
· Yde-De Punt
· Zorgvlied